# Narcis Răducan
Narcis Răducan (* 23. September 1974 in Focșani) ist ein ehemaliger rumänischer Fußballspieler.

## Karriere
Răducan spielte von 1992 bis 2008 in verschiedenen Vereinen in Rumänien und in Zypern. Er absolvierte 15 internationale Spiele, davon sechs mit Steaua Bukarest in der Champions-League.
Răducan wurde im Jahr 2000 einmal bei einem Freundschaftsspiel der rumänischen Nationalmannschaft als Einwechselspieler eingesetzt.
Von Juni 2008 bis August 2010 war er Sportdirektor beim FC Unirea Urziceni. Am 3. Oktober 2010 übernahm er die Position des Sportdirektors beim FC Steaua Bukarest.
Im Juni 2012 wurde er Präsident des rumänischen Clubs Oțelul Galați. Nach einer kurzen Zeit von zwei Monaten, von August bis September 2014, als General Manager bei F.C. Viitorul Voluntari wurde er am 17. August 2014 General Manager bei CS Concordia Chiajna. Von Oktober 2014 bis Januar 2015 war er Präsident von Astra Giurgiu. Im Januar 2015 wurde er zum Präsidenten des Vereins ASA Târgu Mureș ernannt.